# Papes Ķoņu ciems
Papes Konu ciems se localiza na Curlândia, região extremo sul de Rucava, paróquia sul de Pape. Ele é considerado parte da vila Pape.
A aldeia está localizada no parque natural da área "Pape". Pape Koni é um monumento arquitetônico de importância nacional.
Nos últimos anos, a aldeia desenvolve novos edifícios residenciais, que nem sempre é positivo.